# Jasień (Gdańsk)
Jasień (kaszub. Nënczi lub też Nënkòwë, niem. Nenkau) – dzielnica administracyjna w Gdańsku położona w południowo-zachodniej części miasta.
Jasień został włączony w granice Gdańska w 1973. Największy rozwój miał miejsce w latach 60., kiedy ze wsi rolniczej przekształcił się w wieś podmiejską oraz w latach 1991–1998, kiedy powstała większość obecnej zabudowy. W zabudowie dominuje budownictwo wielorodzinne. Dzielnica jest skomunikowana z centrum Gdańska i z Wrzeszczem autobusami miejskimi oraz regionalnymi. Od 01 września 2015 został oddany do użytku przystanek PKM na Jasieniu i stał się jedną z najlepiej skomunikowanych stacji PKM. Jako węzeł komunikacyjny pełni on kluczową rolę dla mieszkańców okolicznych dzielnic jak i całej aglomeracji Trójmiejskiej oraz Kaszub. Przystanek ten został zlokalizowany na skraju Trójmiejskiego Parku Krajobrazowego na terenach dawnego poligonu wojskowego.

## Położenie
Jasień znajduje się na wysoczyźnie morenowej, na skraju Pojezierza Kaszubskiego. Należy do okręgu historycznego Wyżyny.
Z Jasieniem sąsiadują: 
- od północy – dzielnice Matarnia, Brętowo i Piecki-Migowo,
- od wschodu – dzielnica Ujeścisko-Łostowice,
- od południa – gmina wiejska Kolbudy,
- od zachodu, poprzez Obwodnicę Trójmiasta – dzielnica Kokoszki.

### Granice dzielnicy
Według statutu dzielnicy granicę stanowi Potok Kozacki od granicy administracyjnej miasta do zbiornika retencyjnego. Za zbiornikiem na północ do skrzyżowania ulicy Jabłoniowej z Warszawską, następnie z Kartuską i dalej na północ przez ogródki działkowe Zabornia do Potoku Siedleckiego, aż do południowego skraju Trójmiejskiego Parku Krajobrazowego i tam, przez las, w kierunku północno-zachodnim zmierza do Potoku Strzyża i nim aż do Obwodnicy, która stanowi granicę aż do ulicy Stężyckiej. Następnie biegnie granicą administracyjną miasta do Potoku Kozackiego.

## Geografia

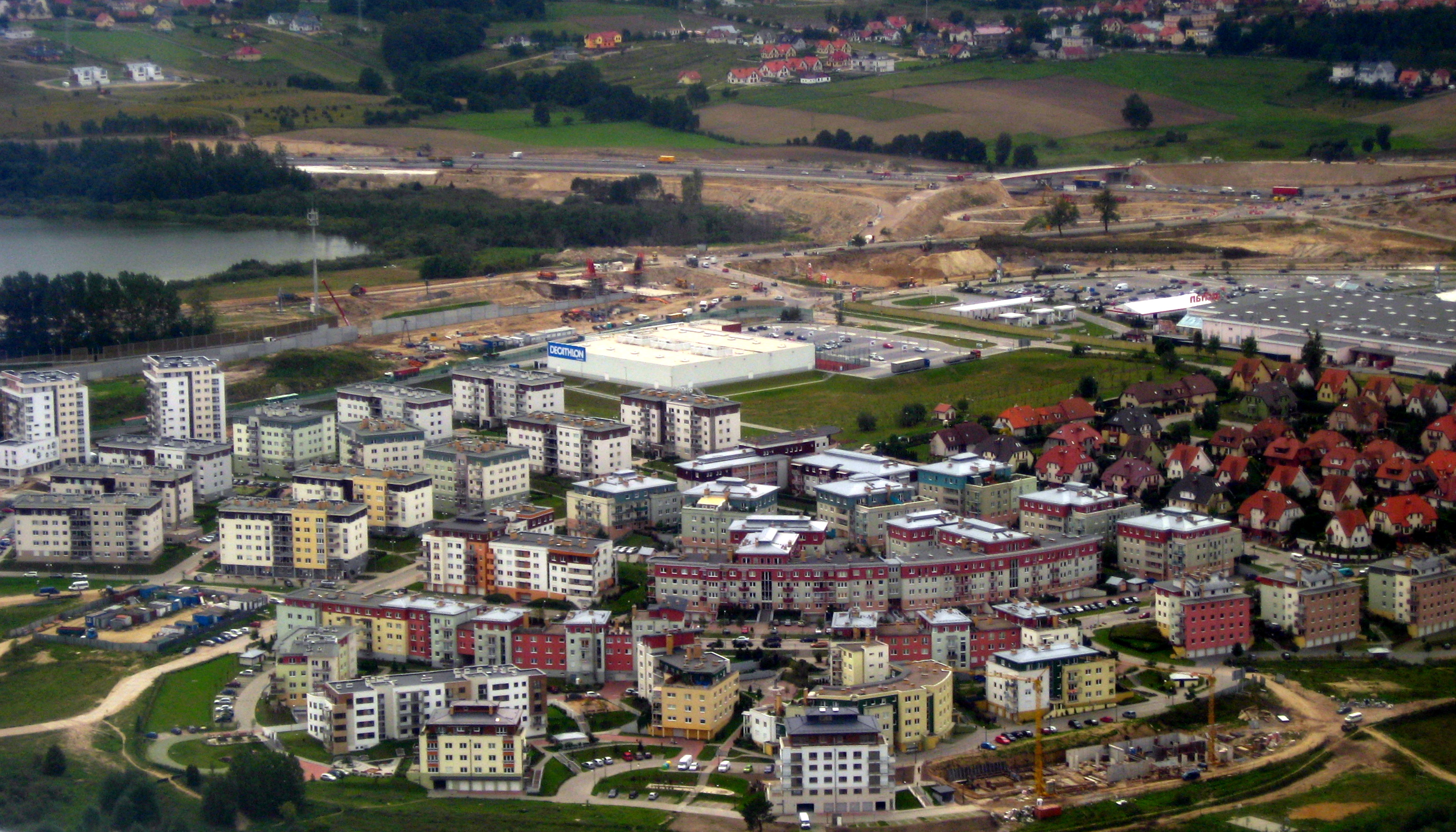
Widok na Jasień

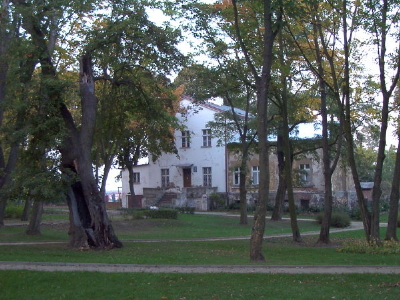
Dworek w Jasieniu

### Geomorfologia i hydrologia
Do terenów zabudowanych przylegają pola uprawne, ogródki działkowe oraz tereny rekreacyjne.
Największym zbiornikiem wodnym w dzielnicy jest Jezioro Jasień. Przez jezioro przepływał dawniej Potok Siedlecki, obecnie, po zmianie biegu na początku lat siedemdziesiątych XX wieku, Potok Jasień. Od listopada 2012 do maja 2014 na Potoku Jasień kosztem 4 mln zł powstał sztuczny zbiornik retencyjny o pow. 3,8 ha i pojemności 49 tys. m sześciennych.

### Zabudowa
Zabudowa Jasienia znajduje się po obu stronach ulicy Kartuskiej. Większość zabudowań pochodzi z lat 1991-1998, kiedy to zbudowano nowe osiedle budynków wielorodzinnych. Z tego względu dzielnica została pozbawiona dawnego wiejskiego układu. Tereny położone na północ od tej ulicy mają bardziej rozwiniętą zabudowę. Na tej części dominuje zabudowa wielorodzinna powstała w latach 90. XX wieku. W południowej części dominują starsze budynki jednorodzinne. Najwyższym budynkiem osiedla jest zbudowany w 1988 kościół pod wezwaniem błogosławionej Doroty z Mątów.
W dzielnicy powstały liczne osiedla mieszkaniowe: osiedle Jasień, Jasień Pólnicy, osiedle Kryształowe w 2001 roku, osiedle Jasień Park w 2012, Lawendowe Wzgórza (od 2009), osiedle Wróbla Staw (od 2010), osiedle Młody Jasień (od 2018).
W zachodniej części dzielnicy rozwijają się obiekty handlu wielkopowierzchniowego. W centralnej części osiedla przy ul. Damroki znajdują się kompleks pawilonów usługowo-handlowych, które powstały wraz z budową osiedla. W roku 2015 przy ul. Pólnicy powstały kolejne pawilony handlowe. 
W 2021 przystąpiono do budowy osiedla „Przystań Jasień” nad Jeziorem Jasień.

#### Zabytki
- Dwór z pierwszej poł. XIX wieku
- Park dworski o pow. 1,2 ha przy ul. Zwierzynieckiej
- Dom (dawne czworaki) z początku XX wieku przy ul. Kartuskiej 359

## Historia

### Wieś Jasień
Pierwsza wzmianka o Jasieniu (wówczas Gnanowo) dotyczy nadania przez Mściwoja II, 13 września 1284, rycerzowi pomorskiemu Piotrowi Glabunie wolnych od podatków dóbr. W 1289 wieś jest odnotowana pod nazwą Ninechow. Na początku XIV wieku powstała przy założonym folwarku rycerskim niewielka wieś chłopska - Nynechow. W 1400 jest niemiecka wieś rycerską. W późniejszych dokumentach pojawiają się kolejno nazwy: Nynykaw (1402, 1415), Nynnekow (1438). Odzyskanie przez Polskę Pomorza Gdańskiego powoduje szybki rozwój Gdańska. Miasto zaczęło poszerzać swoje granice. Rozszerzenie granic na zachód (w kierunku Jasienia) było jednak utrudnione ze względu na wysoczyznę morenową.
W 1536 powstał rurociąg dostarczający wodę z Jasienia do Gdańska. W XVI wieku jasieński folwark stał się królewszczyzną. W dokumentach pojawiały się różne nazwy: Nynkow, Nynkowo (1509), Ninnekaw (1538), Minkowe (1539), Minkow (1570), Nuniekaw (1579), Nenkaw (1615), Ninkowy (1664), Nenkowy (1665), Nenkau (1790 i później). Od 1648 osada należy do dóbr królewskich Kiełpino.
W 1704 wieś nabywa Jasiński, sędzia ziemi puckiej. W 1764 właścicielem wsi został Jasieński, sędzia ziemi tczewskiej. Pod koniec XVIII wieku dobra wraz ośmioma zagrodami nabył na własność polski szlachcic Feliks Łebiński pochodzący z rodu Jasieńskich. Podczas jego rządów odbudowany został folwark i założony park - powstaje wówczas okazały kompleks dworsko-parkowy, będący obecnie zabytkiem. W 1792 powstaje dokładny plan użytkowania majątku wykonany przez Weicherta.
W wyniku II rozbioru Jasień znalazł się pod panowaniem pruskim. W 1807 wieś wchodzi w granice Wolnego Miasta Gdańska. W 1813 w wyniku wojny francusko-rosyjskiej Gdańsk został zdobyty przez wojska rosyjskie i przekazany Prusom.
Kilka lat po wycofaniu się wojsk francuskich z miasta Gdańska, majątek w Nenkau wraz z posiadłościami w Kiełpinie, Sulminie, Rębowie i Otominie przeszedł w ręce zamożnego patrycjusza gdańskiego Stanisława Karola von Gralatha. 1 grudnia 1871 w Nenkau istniał folwark oraz 23 zagrody, które zamieszkiwało 261 mieszkańców (35 ewangelików, 218 katolików oraz 8 mennonitów). Od 1874 ziemie te należą do powiatu gdańskiego jako obszar dworski w okręgu urzędowym Kiełpino.
Po I wojnie światowej obszar dworski w Nenkau ponownie stał się częścią Wolnego Miasta Gdańsk. Wieś należała do powiatu Gdańskie Wyżyny. Jasień w przeciwieństwie do miast był głównie katolicki. Do 1945 w Nenkau istniał folwark z dworkiem i okazałym parkiem oraz 27 budynków mieszkalnych (w większości były to gospodarstwa ze stodołami i stajniami), funkcjonowała szkoła, działała kuźnia i rzeźnia.
Po II wojnie światowej wieś przyjęła spolszczoną nazwę Nenkowo, które zasiedlili napływowi Kaszubi i górale. W 1954 Nenkowo stało się wsią gromadzką powiatu gdańskiego i wówczas nadano jej nazwę Jasień. W latach 1954–1971 wieś należała i była siedzibą władz gromady Jasień, po jej zniesieniu w gromadzie Łostowice. 
W latach 60. XX wieku nastąpił szybki rozwój Jasienia. W 1963 zezwolono na odrolnienie działek pod zabudowę. Gospodarze rozbudowywali stare domy. Pod koniec lat 60. rolnicy sprzedawali swoje pola na działki dla pracowników Stoczni Gdańskiej.

### Jasień w granicach Gdańska
W 1973 Jasień został włączony do miasta Gdańska. Jednakże do 2000 w Jasieniu nadal urzędował sołtys. W odczuciu mieszkańców Gdańska w latach 70. Jasień był dzielnicą odległą, wiejską. Kojarzył się głównie z położonymi za miastem działkami oraz poligonem. Mimo tego uruchomiono dwie linie autobusowe 167 do Bysewa oraz 161 do Kiełpina.
W 1979 powstała parafia w Jasieniu pod wezwaniem Błogosławionej Doroty z Mątów (Mątowów), a w 1988 rozpoczęto budowę nowego kościoła.
W latach 80. urząd miasta postanowił wykupić gospodarstwa. Tereny te stały się atrakcyjne, gdyż rozwinęła się komunikacja indywidualna oraz miejska. Na wykupionych od rolników gruntach (26 ha) wybudowano w ciągu siedmiu lat, począwszy od 1991, osiedle mieszkaniowe „Jasień” (1476 mieszkań - w blokach, domkach szeregowych oraz bliźniakach). Obsługą mieszkańców osiedla bloków zajęła się Własnościowa Spółdzielnia Mieszkaniowa "Jasień".
W 1994 zlikwidowano poligon na Jasieniu. Obszar powojskowy został udostępniony na tereny rekreacyjne.
W 2000 powstała Przychodnia Lekarska Jasień przy ul. Kartuskiej 404.
W 2001 otwarto nową szkołę podstawową nr 85 im. Zrzeszenia Kaszubsko-Pomorskiego oraz gimnazjum nr 48 im. Lecha Bądkowskiego. Do obu szkół uczęszcza około 1500 uczniów, którzy uczą się na dwie zmiany między 7:30 a 17:10. W 2015 roku szkoły zostały połączone w Zespół Kształcenia Podstawowego i Gimnazjalnego Nr 2. Na osiedlu znajdują się trzy niepubliczne przedszkola oraz dwa punkty przedszkolne.
W 2010 roku uchwałą Rady Miasta Gdańska Jasień został wyodrębniony jako samodzielna dzielnica Gdańska. Wcześniej stanowił część dzielnicy noszącej nazwę Chełm i Gdańsk Południe.
W części dzielnicy zwanej „Stary Jasień” w trójkącie ulic Leszczynowej i Orzechowej powstał kompleks biurowy Euro Office Park, gdzie swoją główną siedzibę od 01 stycznia 2014 ma Bank BPH S.A.. Przy tej okazji Rada Miasta Gdańska zatwierdziła nazwę nowej ulicy Jana Pałubickiego, podpułkownika Armii Krajowej.

## Transport

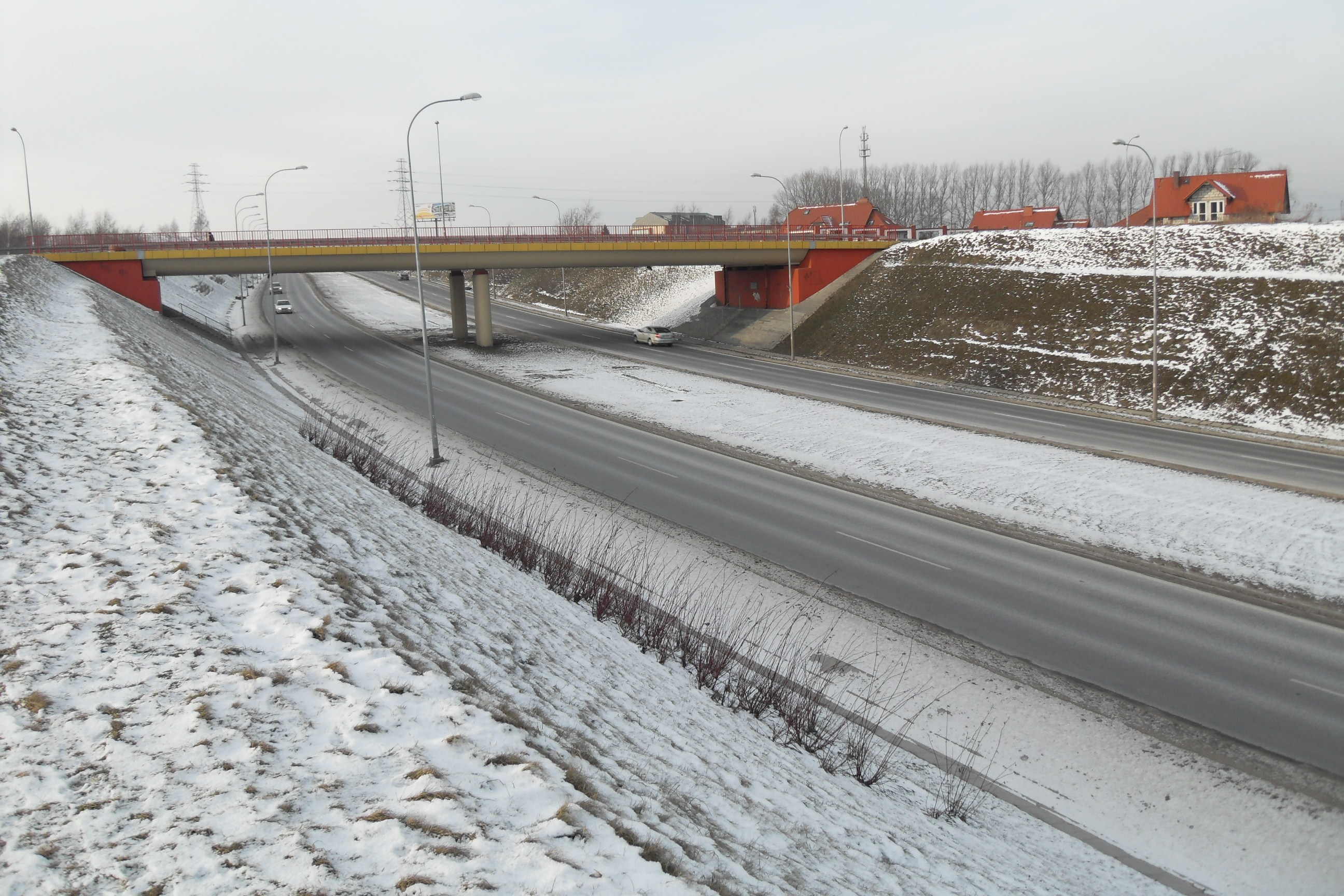
Trasa W-Z w Jasieniu

Przez Jasień przebiega Trasa W-Z (Aleja Armii Krajowej) biegnąca w ciągu drogi wojewódzkiej nr 501. Łączy się ona z obwodnicą Trójmiasta będącą częścią drogi ekspresowej S6.
Przez dzielnicę biegnie Al. Pawła Adamowicza, będąca przedłużeniem ul. Bulońskiej na osiedlu Morena aż do węzła Jabłoniowa Trasy W-Z. Pozwoliła ona mieszkańcom na dogodniejszy dojazd do Wrzeszcza. Wraz z drogą powstała trasa tramwajowa oraz rowerowa.

### Komunikacja miejska
Przez dzielnicę przejeżdżają następujące autobusy ZTM.
Od 30.06.2020 tramwaje linii 12 dojeżdżają do pętli Ujeścisko aleją Adamowicza (projekt Nowa Bulońska), zaś od 05.03.2023 do krańcówki Lawendowe Wzgórze przez ul. Warszawską - tramwaje linii 2, 4 i 11. Na granicy Jasienia i Ujeściska planowana jest budowa zajezdni tramwajowej.
W północnej części dzielnicy znajduje się przystanek Pomorskiej Kolei Metropolitalnej (PKM) – Gdańsk Jasień, z którego można bezpośrednio dojechać do Gdańska Wrzeszcza, Gdańska Osowy, Kartuz i do portu lotniczego.

## Rada Dzielnicy

### Kadencja 2024–2029[22][23][24][25]
- Przewodniczący Zarządu Dzielnicy 
  - Kamil Ziętara
- Zastępca Przewodniczącego Zarządu Dzielnicy 
  - Ewa Bujarska
- Przewodniczący Rady Dzielnicy 
  - Tomasz Torcz

### Kadencja 2019–2024[26]
- Przewodnicząca Zarządu Dzielnicy 
  - Magdalena Nowicka
- Zastępca Przewodniczącej Zarządu Dzielnicy 
  - Kamil Ziętara
- Przewodniczący Rady Dzielnicy 
  - Tomasz Torcz

### Kadencja 2015–2019[27]
- Przewodnicząca Zarządu Dzielnicy 
  - Magdalena Nowicka
- Zastępca Przewodniczącej Zarządu Dzielnicy 
  - Tomasz Torcz
- Przewodnicząca Rady Dzielnicy 
  - Anna Szumichora

### Kadencja 2011–2015[28][29]
do 1 czerwca 2014 jako Rada Osiedla
- Przewodnicząca Zarządu Dzielnicy 
  - Magdalena Nowicka
- Zastępca Przewodniczącej Zarządu Dzielnicy 
  - Anna Szumichora
- Przewodniczący Rady Dzielnicy 
  - Paweł Szymański